# I Scream Records
I Scream Records ist ein belgisches Musiklabel, das im Jahr 1994 von Laurens Kusters, Schlagzeuger der Hardcore-Band Deviate, in Brüssel gegründet wurde. Das Label hat sich auf die Veröffentlichung von Alben des Punk-, Hardcore- und Metal-Bereichs spezialisiert.

## Geschichte
Das Label wurde im Jahr 1994 von Laurens Kusters in Brüssel gegründet. Anfangs standen dem Label nur einige wenige 10.000 Dollar zur Verfügung. Langsam steigerte sich das Label zu einem der größten seiner Art in ganz Europa. Bands wie Madball, Ramallah, Stigma, Discipline, Skarhead, The Last Resort, Wisdom in Chains, Earth Crisis, Hoods, North Side Kings, Agnostic Front, M.O.D., Blood for Blood, Jaya the Cat, Stigmata und Lionheart veröffentlichten bereits hier ihre Alben.
Im Jahr 2001 fand zum ersten Mal The Eastpak Resistance Tour statt. Sie wurde von I Scream Records und Rob Van Ravens (Eastpak) veranstaltet. Im Jahr 2005 wurde zum fünften und letzten Mal eine dieser Touren veranstaltet. Sie war eine der größten Veranstaltungen im Hardcore-Bereich in Europa und wurde ein großer Erfolg für das Label. Auftritte bei dieser Tour wurden zudem auf DVD und CD veröffentlicht. Auf der Tour nahmen Bands wie Sick of It All, 7 Seconds, Slapshot, Unearth, Walls of Jericho, The Bones, Heaven Shall Burn, Judasville, No Turning Back, Madball, Ignite, Death by Stereo, Sworn Enemy, Length of Time, Backfire!, Knuckledust, Convict, Biohazard, Agnostic Front, Hatebreed, Born from Pain und Do or Die teil.
Anfang 2006 gründete I Scream Records eine Niederlassung in New York in den Vereinigten Staaten.

## Bands (Auswahl)
- 10 Seconds Down
- Agnostic Front
- Blood For Blood
- Death By Stereo
- Death Threat
- Deathkiller
- Deviate
- Discipline
- Do or Die
- Earth Crisis
- Guajiro
- Heideroosjes
- Incite
- Inhuman
- Krutch
- Life of Agony
- M.O.D.
- Madball
- Ramallah
- Reno Divorce
- Skarhead
- Slapshot
- Spider Crew
- Stars and Stripes
- Stigma
- Stigmata
- Tech-9
- Tying Tiffany
- Wisdom in Chains

## Veröffentlichungen (Auswahl)
- Life of Agony — 20 Years Strong - River Runs Red : Live in Brussels (2010)
- Wisdom in Chains — Everything You Know (2009)
- Earth Crisis — Breed the Killers (1998)
- Madball — Infiltrate the System (2007)
- The Unseen — Internal Salvation (2005)
- Discipline — Old Pride, New Glory (2008)
- Deathkiller — New England Is Sinking (2007)
- Discipline — Downfall of the Working Man (2005)
- Ramallah — Kill a Celebrity (2005)
- Blood for Blood  — Serenity (2004)
- Eightball — Where Gravity Ends (1996)[3]